# Buddha and the Chocolate Box
Buddha And The Chocolate Box è l'ottavo album di Cat Stevens, pubblicato nel 1974.

## Tracce
Testi e musiche di Cat Stevens.
Lato A
1. Music – 3:51
2. Oh Very Young – 3:07
3. Sun/C79 – 5:04
4. Ghost Town – 2:44
5. Jesus – 2:19

Lato B
1. Ready – 3:18
2. King of Trees – 5:08
3. A Bad Penny – 3:22
4. Home in the Sky – 3:02

## Formazione
- Cat Stevens – voce, chitarra, pianoforte, sintetizzatori
- Gerry Conway – batteria, cori
- Alun Davies – chitarra acustica, cori
- Bruce Lynch – basso
- Jean Roussel – tastiere, arrangiamento archi (traccia: 1)
- Jim Ryan, Mark Warner – chitarra
- Del Newman – arrangiamento archi (traccia: 8)